# Antonov A-13
Dimensions
L'Antonov A-13 est un planeur de voltige soviétique qui vola dans les années 1950-1960.
C'est un petit monoplace tout en métal développé à partir de l'A-11 et qui pouvait être équipé de façon optionnelle de plus grande envergure. Ses ailes sont situées à mi-hauteur d'un fuselage en forme de têtard et possède un empennage en V. Sa finesse est de 25.
En février 1962, un A-13 équipé d'un petit turboréacteur établit un nouveau record du monde de vitesse pour un avion de moins de 500 kg en volant à 196 km/h. Cette version à réaction est connu sous la désignation An-13.
En tout près de 200 exemplaires furent produits.

## Variantes
- A-13 : Planeur monoplace de voltige.
- A-13M : Motoplaneur équipé d'un moteur à piston peu puissant.
- An-13 : Version équipée d'un turboréacteur.

## Source
- (en) Cet article est partiellement ou en totalité issu de l’article de Wikipédia en anglais intitulé « Antonov A-13 » (voir la liste des auteurs).